# Parni kondenzator
Kondenzator pare ili parni kondenzator je izraz kojim se naziva vodom ili zrakom hlađeni izmjenjivač topline ugrađen na povratnoj cijevi pare iz uređaja koji je koriste. On služi da pari odvede toplinu i da je kondenzira, tj da je pretvori u tekuće stanje. Možemo reći da je kondenzator pare uređaj koji je namijenjen da plinovitim tvarima mjenja agregatno stanje iz plina u tekućinu, a njemu suprotnu ulogu ima isparivač ili evaporator.
Postoje dvije vrste kondenzatora pare i to:
- kondenzator vodene pare
- kondenzator rashladnih para koji se upotrebljava u rashladnim uređajima

## Kondenzator vodene pare
Kondenzator vodene pare se ugrađuje na izlazu parne turbine, parnog stapnog stroja ili na povratu s grijača.  Oni pretvaraju vodenu paru iz parnog stanja u tekućinu, tj. vodu. Mogu raditi na atmosferskom tlaku, a uobičajeno rade na malom podtlaku ili vakuumu. Uglavnom se hlade vodom, bilo slatkom ili morskom, a rjeđe se hlade zrakom, zbog veće cijene uređaja i nemogućnosti postizanja dovoljno niskih tlakova na izlazu parne turbine.
Parni kondenzatori su ustvari površinski izmjenjivači topline u kojima se izlazna para iz parnih turbina kondenzira pod tlakom manjim od atmosferskog tlaka. Tlak u kondenzatoru kreće se od 0,02 do 0,08 bar. Da bi stupanj iskorištenja parnoga procesa bio što veći, kondenzacija se mora odvijati pri što nižem tlaku (temperaturi), a to prvenstveno ovisi o temperaturi rashladnoga fluida (vode), odnosno o temperaturi okoline. Tamo gdje na raspolaganju nema dovoljne količine rashladne vode, hlađenje kondenzatora se može vršiti okolnim zrakom, a u tim je slučajevima, zbog lošijeg hlađenja, tlak kondenzacije veći pa je manji stupanj iskorištenja procesa.
Brzina izlazne pare iz parne turbine, odnosno na ulazu u kondenzator, kreće se od 50 do 120 m/s, a njena uobičajena vlažnost je 8 do 12 %. Nastoji se da temperatura kondenzata bude što bliže temperaturi izlazne rashladne vode, te da pri tome kondenzat bude što manje pothlađen, kako se u kružnome procesu ne bi ponovno trošila toplina za njegovo grijanja. Za veća i dobro projektirana postrojenja, temperatura podhlađenja kondenzata kreće se od 0,5 do 1 °C. U kondenzatorima se također vrši sakupljanje raznih povratnih tokova pomoćne pare (za pogon injektora, za grijanje regenerativnih zagrijača napojne vode, para za brtvljenje i dr.), što zajedno s glavnim kondenzatom ulaze ponovno u kružni tok procesa. Da bi se u kondenzatoru održao potreban podtlak (vakuum), iz njega treba neprestano isisavati nekondenzirajuće plinove (zrak, kisik O2, ugljikov dioksid CO2) koji ulaze zbog propuštanja prirubničkih spojeva, kao i zbog dotoka dodatne vode u kojoj su oni otopljeni. Isisavanje plinova (zraka), te održavanje podtlaka, vrši se parnim izbacivačima (injektori ili ejektori) ili rotacijskim vakuumskim crpkama.

## Namjena
Kondenzatori vodene pare se većinom upotrebljavaju kod parnih postrojenja da kondenziraju vodenu paru na izlazu iz uređaja koji je koristi. To mogu biti kod termoelektrana parne turbine, kod raznih postrojenja grijači ili čak i parni stapni stroj. Kod njih se kondenzatori vodene pare upotrebljavaju da ukape ostatke pare i da tu vodu (kondenzat) pripreme za ponovno zagrijavanje u generatoru pare ili kotlu. 
Osim ove namjene postoji i dodatna svrha kondenzatora, a to je da postizanjem vakuuma produžuju ekspanziju u parnim turbinama i time povećavaju stupanj iskorištenja parno - turbinskog postrojenja.

### Zašto se upotrebljava vakuum?
Vakuumski kondenzatori se najčešće upotrebljavaju kod sustava parne turbine. Parna turbina je uređaj koji pretvara toplinu pare u mehanički rad vratila. 
Razlika u količini topline pare na ulazu i pare na izlazu predstavlja količinu topline koja se pretvorila u mehanički rad ( tu su još i gubici). 
Kako je vidljivo da je rad proporcionalan smanjenju toplinske energije pare, što je veći pad topline pare to će biti i veći dobiveni rad, a time i stupanj iskorištenja postrojenja. Kondenzacijom pare koja izlazi iz turbine na tlaku manjem od atmosferskog, tj. s podtlakom, porast će razlika tlaka pare na ulazu i na izlazu iz turbine. S većim padom tlaka povećava se količina topline koja se može pretvoriti u mehanički rad.
Kondenzacijom oslobođena toplina u većini slučajeva se predaje okolini, putem rashladne vode ili zraka, te je ne koristimo.

## Izgled vodom hlađenog cijevnog kondenzatora
Dijagram prikazuje tipičan primjer vodom hlađenog cijevnog kondenzatora, koji se široko primjenjuje, (npr. kod termocentrala) da bi pretvorio paru u kondenzat (vodu).
Kao što se vidi, to je izvedba vodom hlađenog cijevnog izmjenjivača topline.Veličina i stvarna izvedba ovisi o potrebama pogona i o proizvođaču.
Kroz kondenzator protječe voda i hladi paru koja ulazi u njega. Para se kondenzira i pretvara u kondenzat. Kondenzat iz kondenzatora ide u tank kondenzata ili mlaki zdenac- eng. hotwell, odakle se napojnom sisaljkom šalje u parni kotao ili generator pare.
Kod većine kondenzatora parna strana kondenzatora je pod stalnim podtlakom tijekom normalnog rada.

### Vakuumski sustav
Održavanje vakuuma unutar plašta kondenzatora postiže se ugradnjom dodatnog uređaja. Taj uređaj može biti posebna klipna sisaljka ili parom pokretan injektor tj. mlazna crpka. 
Klipna sisaljka u sustavu može biti pokretana raznim vrstama motora (električni, benzinski, diesel ili parni), a injektor kao pogonski medij koristi paru iz parnog sustava. 
Venturijev efekt, posebna vrsta Bernoullijevog principa je primijenjena pri izvedbi ejektora.

### Cijevni snop
Na svakom kraju plašta nalazi se cijevna ploča, debela ploča napravljena najčešće od nehrđajućeg čelika. Na cijevnoj ploči nalaze se rupe u koje su uvučene i razvrnute cijevi, pod kutom koji usmjerava vodu. To smanjuje eroziju ulaza cijevi i smanjuje otpor kretanja vode. Neki proizvođači ugrađuju plastične umetke na počecima cijevi i time dodatno štite cijevi od erozije. Da bi se omogućili pomaci (toplinsko istezanje ili dilatacija) cijevi upotrebljavaju se razna rješenja, kao što su spajanje cijevi i cijevne ploče maticama, ugradnjom slobodno krečuće cijevne ploče na jednom kraju koja ima brtvu prema plaštu, ili da je cijevna ploča fiksno spojena na oba kraja plašta, a plašt ima spoj za toplinsko istezanje (kao na gornjoj slici).

### Cijevi
Cijevi se izrađuju od nehrđajućeg čelika, bakrenih slitina, ili od titanija, što ovisi o nekoliko čimbenika. upotreba bakrenih slitina kao što su mjed ili smjesa bakra i nikla je rijetka u novijim postrojenjima, zbog utjecaja na okoliš bakrenih spojeva. Također zbog dodataka vodi u parnom sustavu, može se dogoditi reakcija između kemikalija i bakrenih slitina. Titanijske cijevi kondenzatora su danas najbolje rješenje za izradu cijevi, ali zbog vrlo velike cijene njihova upotreba je vrlo rijetka. Veličina i duljina cijevi ovise o veličini sustava, a kreću se do 17 metara duljine i 40 mm debljine. 
Materijal kondenzatorskih cijevi treba biti dobar vodič topline i otporan na koroziju. Promjer cijevi je obično od 21 do 25 mm. Brzina strujanja kroz cijevi je od 1,5 do 2,5 m/s kod slatke rashladne vode, ili od 1,2 do 1,5 m/s kod morske rashladne vode. Zbog utjecaja kondenzacije, koeficijent prolaska topline u parnom kondenzatoru je relativno velik: k (ili U) = od 2000 do 4000 W/m2. Njegova veličina najviše ovisi o brzini strujanja rashladne vode, o promjeru i materijalu cijevi, te o njihovoj čistoći.

### Poklopci kondenzatora
Cijevni snop i cijevna ploča su smješteni u plašt, a na svakom kraju su zatvoreni unutra s poklopcima kondenzatora, koji ima na sebi prirubnice koje se spajaju na prirubnice na plaštu i/ili na cijevnu ploču. Poklopci na sebi imaju otvore za pregled i čišćenje koji su često izvedeni sa šarkama. Poklopci također imaju spojeve za ulaz i izlaz vode, spojeve za ispust taloga, za ugradnju ventila za odzračivanje, spojeve za termometre i manometre. Zavisno o izvedbi kondenzatori mogu imati i poklopce na kojima se ugrađuju anodne zaštite u vidu Zn-protektora.
Pothlađenje kondenzata ispod temperature kondenzacije je štetno jer se kondenzat mora u kružnom procesu ponovno grijati, pa to predstavlja gubitak topline. U stvarnosti se ne može potpuno izbjeći pothlađenje, ali konstrukcijskom izvedbom kondenzatora treba nastojati da to bude što manje. Dobrom izvedbom parnog kondenzatora može se postići da to bude najviše 0,5 °C. Što je manja izlazna razlika temperatura, kondenzacija se odvija pri nižem tlaku, odnosno pri većem vakuumu, što povećava iskoristivost kružnoga procesa. Međutim, smanjenje izlazne razlike temperatura uvjetuje povećanje rashladne površine kondenzatora, odnosno povećanje troškova za njegovu izradu. Iz toga razloga se u praksi izvode kondenzatori s izlaznim razlikama temperature od 5 do 12 °C. Na pogonski tlak u kondenzatoru bitno utječe ulazna temperatura rashladne vode u kondenzatoru, koja ovisi o vrsti rashladnoga sustava i klimatskim uvjetima.

## Korozija ili hrđa
Cijevi, cijevna ploča, poklopci i plašt kondenzatora izrađeni su od raznih materijala koji mogu biti različitog sastava, a u stalnom su dodiru s vodom u pokretu. Time su oni izvrgnuti pojavi elektrolize, gdje će voda, ovisno o dodacima, u njoj biti elektrolit, a dijelovi kondenzatora kao polovi. Korozija uzrokovana galvanskim strujama će se javiti u kondenzatoru i razarat će dio s najnižim električnim potencijalom, koji će imati ulogu anode.
Kondenzatori koji koriste morsku vodu za hlađenje će biti najgore zahvaćeni ovom pojavom zbog soli i onečišćenja u morskoj vodi, a ni riječna voda nije dobra po tom pogledu. 
Kako se često puta moraju upotrijebiti resursi na raspolaganju, razvijeni su sustavi koji štite kondenzator od galvanskih struja. Cijevni snop kao jezgra kondenzatora je ujedno i najteži dio za popravak, te se štiti ugradnjom cijevi bolje kvalitete u pogledu otpornosti na koroziju. Najčešće se cijeli sustav štiti pločama od cinka, materijala koji ima najniži električni potencijal u cijelom sustavu, i koji se raspada zbog galvanskih struja, štiteći time ostale dijelove kondenzatora. Zbog raspadanja, cinkove ploče treba redovito kontrolirati i mijenjati. Ovim se uz relativno male troškove i malo vrijeme popravka štiti kondenzator od većih kvarova i velikih zastoja koji bi se javili u slučaju otkazivanja njegovih dijelova.
Ponekad se dijelovi kondenzatora (poklopci najčešće) plastificiraju, čime se potpuno ukida utjecaj galvanskih struja na te dijelove, ali još uvijek ostaje problem drugih dijelova izrađenih od metala.